# Navn
Et navn (fra germansk namo, indoeuropæisk nomn, latin nomen eller græsk onoma) er et ord eller en ordforbindelse som bruges til at udpege nogen eller noget ved tiltale eller omtale.
Begrebet navn har flere betydninger og indgår i forskellige sammenhænge.

## Ekstern henvisning
- Lundskovs netsted (Webside ikke længere tilgængelig) (Om navnes betydning og navnedage)